# Dragamož
Dragamož, Dragomož, Dragomuž ali Dragamuž (Dragamosus), knez Guduskanov (Gačanov), * ?, † 819.
Dragomož je bil tast Ljudevita Posavskega. Ko se je Ljudevit uprl Frankom, ga je Dragomož sprva zapustil in se pridružil Borni. Toda vojna sreča se je premaknila na Ljudevitovo stran. Borna je bil leta 819 hudo poražen, v boju pa je padel tudi Dragomož. Njegovi Guduskani so po tem dogodku prešli na stran Ljudevita Posavskega, a si jih je Borna že kmalu podvrgel.